# دان-اولا اکرمان
دان-اولا اکرمان (فنلاندی: Dan-Ola Eckerman; ۲۶ مارس ۱۹۶۳ – ۲۱ مهٔ ۱۹۹۴) بازیکن فوتبال اهل فنلاند بود.
از باشگاه‌هایی که در آن بازی کرده‌است می‌توان به باشگاه فوتبال تورون پالوسئورا اشاره کرد.